# Пилаф
Пилафът е оризово ястие (в някои региони пшенично), чиято рецепта обикновено включва готвене в бульон, добавяне на подправки и други съставки като зеленчуци или месо и прилагането на техника за получаване на варени зърна, които не се слепват.
По времето на Абасидския халифат методите за готвене на ориз първо се разпространяват на голяма територия, от Индия до Испания. Испанската паеля и южноазиатското биряни еволюират от тези оризови ястия.
Пилафът и подобни ястия са разпространени в кухнята на Балканите, Карибския басейн, Задкавказието, Централна Азия, Източна Африка, Източна Европа, Латинска Америка, Близкия Изток и Южна Азия. Особено популярен е в Афганистан, Армения, Азербайджан, Бангладеш, Китай (най-вече в Синдзян-уйгурски автономен регион), Кипър, Грузия, Гърция (най-вече на Крит), Индия, Ирак (най-вече в Кюрдистан), Иран, Израел, Казахстан, Киргизстан, Таджикистан, Туркменистан, Узбекистан, Кения, Танзания (най-вече на Занзибар), Уганда, Непал, Пакистан, Русия и Турция.

## История
Въпреки че отглеждането на ориз се разпространява много по-рано от Южна Азия към Централна и Западна Азия, методите на готвене ориз, които наподобяват съвременния метод за приготвяне на пилаф, се появяват по време на Абасидския халифат. Според някои автори, индийският епос Махабхарата споменава ориз и месо, които се приготвят заедно. Според други автори, обаче, тези препратки нямат особена връзка с широко разпространеното ястие. Александър Велики и армията му докладват, че са впечатлени от пилафите в Бактрия и Согдиана. Войниците му вземат със себе си рецептата обратно в Древна Македония.
Най-ранната документирана рецепта за пилаф идва от персийския учен Авицена през 10 век, който в своите книги и трудове отделя цяла секция на готвенето на различни ястия, включително няколко вида пилаф. В рецептите той описва предимствата и недостатъците на всяка съставка при приготвянето на ястието. Персийците считат Авицена за баща на съвременния пилаф. Арабските текстове от 13 век описват консистенцията на пилафа, в който зърната трябва да са дебели и донякъде твърди, като всяко зърно трябва да е отделно, без да се слепва. Друг първичен източник за пилаф е иранския философ от 17 век Мула Садра.
С течение на времето, пилафът става обичайна храна в Близкия Изток и Задкавказието с вариации и иновации, създавани от персите, арабите, турците и арменците. Навлиза в Израел от бухарските и персийските евреи. По времето на Съветския съюз се появяват централноазиатски варианти на ястието из съветските републики и пилафът се превръща в част от обичайната съветска кухня.

## Приготвяне
Някои готвачи предпочитат да използват басмати ориз, тъй като с него по-лесно се приготвя пилаф, а зърната остават леки, пухкави и отделени с него. Използват се и други видове ориз с продълговати зърна. Оризът се измива добре преди готвене, за да се премахне нишестето. Готви се във вода или бульон. Разпространени добавки са пържен лук и ароматни подправки (кардамон, дафинов лист, канела). Обикновено се добавят месо или зеленчуци, но може и да е натюр. Възможно е да се добави и шафран, който да придаде на ориза жълт цвят.